# Георги Фиданов
Георги Христов Фиданов е български офицер, вицеадмирал (генерал-лейтенант).

## Биография
Роден е на 23 юни 1960 г. в Търговище. През 1983 г. завършва Висшето военноморско училище „Никола Вапцаров“ във Варна. Започва службата си в 10-а бригада ракетни катери в Созопол. Последователно преминава всички корабни длъжности от командир на ракетно-артилерийска бойна част, помощник-командир, и командир на ракетен катер. Първи командир е на ракетната корвета от 1989 г. От 1993 до 1997 г. е бил началник-щаб и командир на 10 корабен дивизион леки сили (с ранг на полк) в 10-а бригада леки сили (ракетни катери). Между 1997 и 2002 г. е заместник началник-щаб и началник-щаб на 10-а бригада леки сили (бившата бригада ракетни катери, разформирована 2005 г.).
В периода 2002 – 2007 г. последователно е заместник началник-щаб, заместник-командир по обучението и началник-щаб на Военноморската база Бургас, край с. Атия. На 26 април 2007 г. е назначен за помощник-началник на щаба на Военноморските сили по подготовката.
На 1 април 2008 г. е освободен от длъжността помощник-началник на щаба на Военноморските сили по подготовката, считано от 1 юни 2008 г.
На 1 юли 2009 г. е назначен на длъжността директор на дирекция „Стратегическо планиране“ и удостоен с висше офицерско звание комодор. На 3 април 2012 г. е освободен от длъжността директор на дирекция „Стратегическо планиране“
и назначен на по-високата длъжност съветник на върховния главнокомандващ на въоръжените сили по военната сигурност. На 28 април 2014 г. е удостоен с висше офицерско звание контраадмирал.
С указ № 185 от 9 октомври 2015 г. е освободен от длъжността „съветник на върховния главнокомандващ на Въоръжените сили по военната сигурност“ и назначен на по-високата длъжност "военен представител на началника на отбраната във Военния комитет на НАТО и във Военния комитет на Европейския съюз“ . С указ № 66 от 22 март 2016 г. е удостоен с висше офицерско звание вицеадмирал, считано от 1 май 2016 година.
Освободен е от заеманата длъжност и военна служба, поради пределна възраст, считано от 23 юни 2019 г.
Ще бъде снет на 23 юни 2025 г. от запаса поради навършване на пределна възраст за генерали 65 г.

## Военни звания
- Лейтенант (1983)
- Старши лейтенант (1986)
- Капитан-лейтенант (1989)
- Капитан III ранг (1992)
- Капитан II ранг (1995)
- Капитан I ранг (1998)
- Комодор (1 юли 2009)
- Контраадмирал (28 април 2014)
- Вицеадмирал (1 май 2016)